# مائدا هاروناگا
مائدا هاروناگا (انگلیسی: Maeda Harunaga; ۳۰ نوامبر ۱۷۴۱ – ۱۰ فوریهٔ ۱۸۱۰) سامورایی، دایمیو در قلمرو کاگا در منطقه هوکوریکو، یازدهمین رهبر خاندان مائدا اهل ژاپن در دوره ادو بود.